# Giuseppe Bruno
Giuseppe Bruno (ur. 30 czerwca 1875 w Sezzadio, zm. 10 listopada 1954 w Rzymie) – włoski duchowny katolicki, wysoki urzędnik Kurii Rzymskiej, kardynał.
Ukończył seminarium w swej rodzinnej diecezji Acqui, a także kilka rzymskich uczelni, gdzie uzyskał doktoraty z filozofii, teologii i utroque iure. 10 kwietnia 1898 otrzymał święcenia kapłańskie. Po krótkiej pracy duszpasterskiej w rodzimej diecezji związał się z Wiecznym Miastem, gdzie był m.in. wieloletnim wykładowcą prawa w Ateneum "S. Apolinare", a także dyrektorem pisma Acta Apostolicae Sedis. Od 1905 pracował w Świętej Kongregacji Soboru Trydenckiego. Otrzymał tytuły prywatnego szambelana papieskiego, a następnie prałata. W latach 1924–1926 sekretarz Komisji ds. Autentycznej Interpretacji Kodeksu Prawa Kanonicznego. Następnie w latach 1926–1946 podsekretarz i sekretarz Kongregacji Soboru. Od 1932 pronotariusz apostolski.
Na konsystorzu z lutego 1946 otrzymał kapelusz kardynalski i diakonię Sant'Eustachio. 16 listopada 1949 mianowany prefektem Świętej Kongregacji Soboru Trydenckiego. Na urzędzie tym pozostał do 20 marca 1954, kiedy to przeniesiony został na stanowisko prefekta Sygnatury Apostolskiej i przewodniczącego Komisji ds. Autentycznej Interpretacji Kodeksu Prawa Kanonicznego. W latach 1953–1954 był ponadto kamerlingiem. Umarł na raka wątrobowokomórkowego i pochowany został na Campo Verano.